# داود الفرحان
داود الفرحان كاتب وصحفي عراقي، كان نائبا لنقيب الصحفيين العراقيين عندما كان عدي صدام حسين يتولى رئاستها.

## سيرته
كان مديرا لتحرير جريدة الجمهورية العراقية في ثمانينات القرن الماضي، لديه مقالات في عدد من الصحف والمجلات العراقية، لديه كتاب بعنوان بلد صاعد بلد نازل يتناول فيها المواقف التي تعرض لها أثناء زيارته لليابان، وكانت هذه المواقف قد نشرت في مجلة ألف باء العراقية قبل أن تطبع في كتاب.
داعبت كتاباته احاسيس العراقيين، وتفرد بطابعه الساخر الجرئ، يكاد أن يكون الكاتب الوحيد الذي انفرد بنقد مفاصل الدولة أيام حكم الرئيس السابق صدام حسين.تعرض للسجن مرات عديدة من قبل نظام صدام حسين بسبب مقالاته الساخرة واللاذعة.
بعد سقوط النظام في عام 2003 تعرض الفرحان لصدمة شخصية حيث تم اغتيال شقيقه ضابط المخابرات بطريقة غامضة وسجلت القضية ضد مجهول.

## وصلات خارجية
- مقالات داود الفرحان على الشرق الأوسط.